# Daniel Nathans
Daniel Nathans (30. října 1928 Wilmington, Delaware – 16. listopadu 1999 Baltimore, Maryland) byl americký biochemik a mikrobiolog. Spolu s Wernerem Arberem a Hamiltonem O. Smithem se stal nositelem Nobelovy ceny za fyziologii a lékařství za rok 1978, kterou obdržel za objev restrikční endonukleázy. Působil na Univerzitě Johnse Hopkinse, jejímž rektorem byl v letech 1995 až 1996.